# パンの漫画
『パンの漫画』（パンのまんが）は、ガイドワークス出版のパンの「アンソロジーコミック」である。編集はパンラボが担当した。全2巻。

## 概要
パンラボの編集だが、全編が堀道広による漫画となっている。

## パンの漫画1　じわじわっと発酵するパン偏愛者の為の101篇。

### 登場人物
作者夫婦のエッセーが中心となるが、パン好きキャラクターのフィクションもある。
堀道広（ほり みちひろ）
主人公にして作者。マニアと思われるほどのパン好きで冷蔵庫に常備している。また、調査はアナログ派でネットを使わない為、ニアミスに成る事が多い。
堀夫人
堀の妻。夫のパンマニアぶりに困惑するが、彼女もパン好きで買い過ぎても怒らないときもある。ただ、「調べるならネットで見てから」と思っている。職業はイラストレーター。
警部、中町。
「銀チョコロール」が大好物の警部と、一緒に組む後輩警察官。警部のパン熱在りすぎで犯人を逃がす事も有る。
大田原
堀の幼馴染。彼もまた、パン好きで、堀達に「ベーカリーをやりたい」と云っていた。
池田浩明
パンラボ主宰で、たまに登場する。埼玉県に食パン型の家に住んでいるらしい。
ドン・コローネオーネ
チョココロネのような服を身にまとった男で任侠らしい。ペットの犬、猫、鳥も同じようなコスチュームを身に着けている。「パンの漫画2」の「さすらいのクロックムッシュ氏」のモデルらしいが事の仔細は不明。
一斤さん
頓智で有名な某名僧に名前が似ているが、パン好き。師である和尚が忘年会で全裸（実際は葉っぱで陰部を隠しているが）になったのに困惑。
兄貴と舎弟
パン好きの任侠コンビ。
麦ちゃん
池田夫婦の長女2歳、やはりパン好き。ただし、「パンの漫画2」のみの登場だが、掲載上の事情から「1」に含めた。

## パンの漫画2　さすらいのクロックムッシュ氏編

### 登場人物
「パンの漫画1」と違い、フィクション漫画「さすらいのクロックムッシュ氏」が中心だが、作者によるノンフィクションなどもある。
クロックムッシュ氏
本編の主人公。食パンのコスチュームをしている、パンマニアでかなり麦アンテナでベーカリーを知る事が出来、パンに対する五感が鋭い。職業はパンのルポライターらしく、取材と称して南関を中心にベーカリー巡りをしては、パンの製造工程などを見学。独身と判明。エネルギーが０になると、ベシャメルソースが飛び出して干からびる体質となっている。
太田光軌（おおた こうき）
有機栽培パンをフランスで学びたいと、クロックムッシュ氏を含めた人々に支援を依頼（お礼にパンを送っている）。クロックムッシュ氏は支援をすることにした事も有り、彼はフランスに遊学。その後、京丹後市でベーカリーを開業して大学時代からの恋人と結婚。

## 書誌情報
- パンの漫画1　じわじわっと発酵するパン偏愛者の為の101篇。（ISBN 978-4-86535-093-7、2014年6月1日）
- パンの漫画2　さすらいのクロックムッシュ氏編（ISBN 978-4-86535-549-9、2017年7月24日）